# Laaer Berg
Laaer Berg är en kulle i Österrike.   Den ligger i  förbundslandet Wien, i den östra delen av landet, i huvudstaden Wien. Toppen på Laaer Berg är 254 meter över havet, eller 38 meter över den omgivande terrängen. Bredden vid basen är 6,2 km.
Terrängen runt Laaer Berg är huvudsakligen platt. Runt Laaer Berg är det mycket tätbefolkat, med 3 022 invånare per kvadratkilometer.. Närmaste större samhälle är Wien, 5,7 km norr om Laaer Berg. 
Runt Laaer Berg är det i huvudsak tätbebyggt.  Trakten ingår i den hemiboreala klimatzonen. Årsmedeltemperaturen i trakten är 11 °C. Den varmaste månaden är juli, då medeltemperaturen är 26 °C, och den kallaste är december, med −4 °C. Genomsnittlig årsnederbörd är 904 millimeter. Den regnigaste månaden är maj, med i genomsnitt 115 mm nederbörd, och den torraste är mars, med 28 mm nederbörd.